# Habranthus riojanus
Habranthus riojanus är en amaryllisväxtart som beskrevs av Pierfelice Ravenna. Habranthus riojanus ingår i släktet Habranthus och familjen amaryllisväxter. Inga underarter finns listade i Catalogue of Life.